# Donzenac
Donzenac är en kommun i departementet Corrèze i regionen Nouvelle-Aquitaine i de centrala delarna av Frankrike. Kommunen ligger  i kantonen Donzenac som tillhör arrondissementet Brive-la-Gaillarde. År 2022 hade Donzenac 2 714 invånare.

## Befolkningsutveckling
Antalet invånare i kommunen Donzenac
Referens:INSEE